# В'язкість

Поведінка рідин із малою (вгорі) і великою (внизу) вязкістю

В'я́зкість або внутрішнє тертя  — явище переносу, властивість рідких речовин (рідин і газів) чинити опір переміщенню однієї їх частини відносно іншої. Одиниця вимірювання динамічного коефіцієнта в'язкості — Пуаз у системі СГС і Па·с в SI.

## Природа в'язкості
В'язкість рідин — це результат взаємодії внутрішньомолекулярних силових полів, що перешкоджають відносному рухові двох шарів рідини. Отже для переміщення шару один відносно одного треба подолати їх взаємне притягання, причому чим воно більше, тим більша потрібна сила зсуву. При відносному зсуві шарів у газовому середовищі, в результаті перенесення молекулами газу кількості руху під час їх переходу з шару в шар, виникає дотична сила між шарами, що протидіє проковзуванню останніх.
Таким чином, внутрішнє тертя в рідині, на відміну від газів, зумовлене не обміном молекул, а їх взаємним притяганням. Доказом цього є те, що із збільшенням температури, як відомо, обмін молекул зростає і тертя в газах зростає, а в рідинах спадає у зв'язку із послабленням міжмолекулярного притягання.
В'язкість твердих тіл має низку специфічних особливостей і зазвичай розглядається окремо.
Розрізняють в'язкість відносну, динамічну, кінематичну, ньютонівську, питому, приведену і структурну. Всі реальні рідини є в'язкими. Звичайно в'язкість рідини оцінюють динамічною в'язкістю μ.

## Загальна характеристика

### Динамічна в'язкість

Розподіл швидкості ньютонівської рідини між двома пластинами в умовах ламінарної течії. Нижня пластина нерухома, верхня рухається зі швидкістю u.

Приріст швидкості, відповідно до приросту координати dy.

Динамічна в'язкість рідини описує протидію зсуву сусідніх шарів, які рухаються у паралельних напрямках. На малюнку праворуч рідина знаходиться між двома пластинками: нижня нерухома, а верхня рухається зі швидкістю u. Відповідна швидкість сусідніх шарів рідини лінійно зменшується. Така ситуація відома, як потік Куетта.
Величина сили {\displaystyle F} пропорційна швидкості {\displaystyle u} та площі {\displaystyle A} кожної пластини, та зворотно пропорційна відстані між ними {\displaystyle y}:
{\displaystyle F=\mu A{\frac {u}{y}}.}
Коефіцієнт пропорційності μ є в'язкістю (точніше, динамічною в'язкістю) рідини.
Згідно із законом Ньютона для внутрішнього тертя в'язкість характеризується коефіцієнтом пропорційності {\displaystyle \mu } між напруженням зсуву {\displaystyle \tau } і градієнтом швидкості руху шарів {\displaystyle {\frac {du}{dy}}} у перпендикулярному до деформації зсуву напрямку (поверхні шарів):
{\displaystyle \tau =-\mu {\frac {du}{dy}}}.
Коефіцієнт {\displaystyle \mu } називають динамічний коефіцієнт в'язкості або абсолютною в'язкістю. Одиниця вимірювання динамічного коефіцієнта в'язкості  — Па{\displaystyle \cdot }c, Пуаз (0,1Па·с).
Кількісно динамічний коефіцієнт в'язкості дорівнює силі F, яку треба прикласти до одиниці площі зсувної поверхні шару S, щоб підтримати в цьому шарі ламінарну течію із сталою одиничною швидкістю відносного зсуву.

### Кінематична в'язкість
Кінематична в'язкість також відображає властивість рідини противитися переміщенню однієї частини відносно іншої, але враховує їхню масу. Кінематичною в'язкістю називають відношення динамічної в'язкості μ до густини рідини ρ. Її зазвичай позначають літерою ню({\displaystyle \nu }).
{\displaystyle \nu ={\frac {\mu }{\rho }}}
Одиниця вимірювання кінематичного коефіцієнта в'язкості  — Стокс, м²/с. Коефіцієнт {\displaystyle \nu } на відміну від {\displaystyle \mu } виражається величинами, які не пов'язані з масою рідини, тобто величинами, які мають, так би мовити, кінематичний характер, у той час як {\displaystyle \mu } має динамічний характер.
Також з цим же способом напряму пов'язана умовна в'язкість — безрозмірна величина, що дорівнює відношенню часу, що потрібно для витікання 200 см3 випробовуємої рідини з посудини і отвору деяких заданих характеристик, до часу, за який з такої ємності витече така сама кількість води. Умовна в'язкість вимірюється у позасистемних градусах Енглера(Е°).
Існують і інші умовні одиниці, що використовуються для вимірювання в'язкості — градуси Барб'є (°В), секунди Сейболта ("S) і Редвуда ("R).

## Моделі в'язкості
Закон Ньютона для в'язкості, наведений вище, є класичною моделлю в'язкості. Це не основний закон природи, а наближення, що характерно для деяких матеріалів і не підтверджується для інших. Неньютонівської рідини мають значно складніший зв'язок між напруженням зсуву і градієнтом швидкості, ніж проста лінійність. Тому, для різних видів рідин застосовують різні моделі в'язкості:
- Ньютонівська рідина: рідина, така як вода і більшість газів, що має стале значення динамічної в'язкості.
- Дилатантна рідина: рідина, в'язкість якої із зростанням градієнту швидкості зростає (глиняні суспензії, солодкі суміші, гідрозоль кукурудзяного крохмалю, системи пісок/вода).
- Псевдопластик: рідина, в'язкість якої із зростанням градієнту швидкості зменшується (фарби, емульсії, деякі суспензії).
- Тиксотропна рідина: рідина, в'язкість якої з перебігом часу зменшується (водоносні ґрунти (пливуни), біологічні структури, різні технічні матеріали).
- Реопексна рідина: рідина, в'язкість якої з перебігом часу зростає (гіпсові пасти, суспензії оксиду ванадію, бетоніти та окремі види принтерного чорнила).
- Бінгамівський пластик: модель Бінгама схожа до моделі сухого тертя. В статичних умовах рідина веде себе як твердий матеріал, а при силовому впливі починає текти..
- Магнітореологічна рідина це тип «смарт-рідини», яка, при впливі магнітного поля значно збільшує свою умовну в'язкість і набуває властивостей в'язко-пружного твердого тіла.

## Динамічний коефіцієнт в'язкості деяких речовин
В основу методів вимірювання в'язкості та їхньої класифікації покладено математичні залежності, які описують різні види течій середовищ. Вимірювання в'язкості здійснюють віскозиметрами.
Нижче наведені значення динамічного коефіцієнта в'язкості ньютонівських рідин:
| Газ             | при 0 °C (273 K) | при 27 °C (300 K) |
| --------------- | ---------------- | ----------------- |
| повітря         | 17.4             | 18.6              |
| водень          | 8.4              | 9.0               |
| гелій           |                  | 20.0              |
| аргон           |                  | 22.9              |
| ксенон          | 21.2             | 23.2              |
| вуглекислий газ |                  | 15.0              |
| метан           |                  | 11.2              |
| етан            |                  | 9.5               |

| Рідина:                          | В'язкість [Па·с] | В'язкість [мПа·с] |
| -------------------------------- | ---------------- | ----------------- |
| ацетон                           | 3.06·10−4        | 0.306             |
| бензол                           | 6.04·10−4        | 0.604             |
| кров (при 37 °C)                 | (3–4)·10−3       | 3–4               |
| касторове масло                  | 0.985            | 985               |
| кукурудзяний сироп               | 1.3806           | 1380.6            |
| етиловий спирт                   | 1.074·10−3       | 1.074             |
| етиленгліколь                    | 1.61·10−2        | 16.1              |
| гліцерин (при 20 °C)             | 1.49             | 1490              |
| мазут                            | 2.022            | 2022              |
| ртуть                            | 1.526·10−3       | 1.526             |
| метиловий спирт                  | 5.44·10−4        | 0.544             |
| моторна олива SAE 10 (при 20 °C) | 0.065            | 65                |
| моторна олива SAE 40 (при 20 °C) | 0.319            | 319               |
| нітробензол                      | 1.863·10−3       | 1.863             |
| рідкий азот (при 77K)            | 1.58·10−4        | 0.158             |
| пропанол                         | 1.945·10−3       | 1.945             |
| оливкова олія                    | 0.081            | 81                |
| сірчана кислота                  | 2.42·10−2        | 24.2              |
| вода                             | 8.94·10−4        | 0.894             |

В'язкість залежить від тиску, температури, а також іноді від градієнта зсуву (неньютонівські середовища; їхня в'язкість охоплює і так звану структурну в'язкість). Рідини, в'язкість яких не залежить від градієнту зсуву, називають ідеально в'язкими (ньютонівськими). В'язкість рідин у загальному випадку з підвищенням тиску незначно збільшується, а з підвищенням температури зменшується.

### В'язкість води

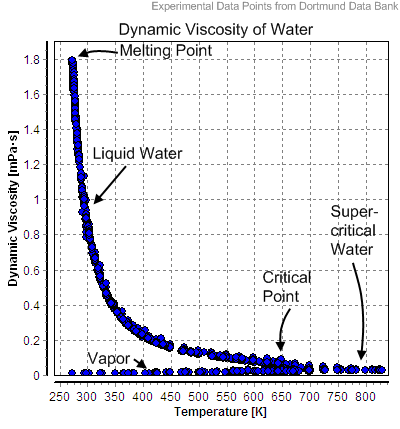
Температурна залежність динамічної в'язкості води у рідкому стані (Liquid Water) та у вигляді пари (Vapor)

Коефіцієнти в'язкості для води

Динамічний коефіцієнт в'язкості води становить 8,90·10−4 Па·с чи 8,90·10−3 дин·с/см² при 25 °C.

Як функція температури T (K) динамічний коефіцієнт в'язкості води може бути описаний рівнянням:
μ(Па·с) = A × 10B/(T−C),

де A=2,414·10−5 Па·с ; B = 247,8 K ; і C = 140 K .
В'язкість води у рідкому стані при різних температурах аж до температури кипіння при атмосферному тиску наведена у таблиці, що подана нижче.
| Температура [°C] | В'язкість [мПа·с] |
| ---------------- | ----------------- |
| 10               | 1,308             |
| 20               | 1,002             |
| 30               | 0,7978            |
| 40               | 0,6531            |
| 50               | 0,5471            |
| 60               | 0,4668            |
| 70               | 0,4044            |
| 80               | 0,3550            |
| 90               | 0,3150            |
| 100              | 0,2822            |

#### В'язкість вод у гірських породах
В'язкість вод, які містяться у гірських породах, змінюється в широких межах залежно від мінералізації, температури пласта і внутрішньопорового тиску. На невеликих глибинах динамічний коефіцієнт в'язкості маломінералізованих вод близько 1 мПа·с, у глибоких пластах з високою температурою (60–70°С і вище) динамічний коефіцієнт в'язкості мінералізованих вод зменшується до десятків часток мПа·с.
У процесах збагачення твердих корисних копалин в'язкість впливає на швидкість відносного переміщення частинок у суспензії, є основним параметром збагачення у важких середовищах. В'язкість залежить не лише від густини суспензії (співвідношення твердого і рідкого), але й від величини та гідрофільності частинок. Утворення тиксотропних сіток-структур у суспензії приводить до різкого зростання її в'язкості за рахунок виникання крім звичайної (ньютонівської) структурної складової в'язкості. Остання залежить від градієнта швидкості течії і оборотно руйнується в турбулентних потоках, при вібраціях і механічних впливах.

### В'язкість нафти і газу
В'язкість  — одна з найважливіших технічних характеристик нафти, продуктів її переробки, газових конденсатів і фракцій; визначає характер процесів видобування нафти, її піднімання на денну поверхню, промислового збирання і підготовку, умови перевезення і перекачування продуктів, гідродинамічного опору під час їх транспортування по трубопроводах та ін. Для деяких видів палив та мастил в'язкість служить нормованим показником.
В'язкість пластових нафт зростає при тисках нижчих від тиску насичення. Визначається впливом двох факторів: виділенням розчиненого газу, що приводить до збільшення в'язкості залишкової нафти, і об'ємним розширенням нафти при зниженні тиску, що приводить до зменшення в'язкості. Великий вплив має перший фактор. В'язкість газів помітно збільшується як з підвищенням тиску, так і температури.
Вуглеводневі флюїди, які насичують гірські породи в природних умовах, залежно від густини мають динамічний коефіцієнт в'язкості, який відрізняється на багато порядків — від сотих часток мПа с (для газів) до сотень тисяч і навіть мільйонів мПа с (високов'язкі важкі нафти).
Основна частина розроблюваних традиційними способами нафтових родовищ містить у продуктивних пластах нафту з динамічним коефіцієнтом в'язкості в межах 0,5–25 мПа·с, рідше до 70 мПа·с. В'язкість розгазованих нафт значно вища. При цьому вуглеводневі флюїди з динамічним коефіцієнтом в'язкості понад 12–15 мПа·с вважаються нафтами підвищеної в'язкості.
Родовища нафти з високою в'язкістю, в тому числі структурною, розробляються із застосуванням спеціальних методів видобування на основі використання теплового впливу, а також загущених або хімічно активних витіснювальних агентів.

### В'язкість твердого тіла
Для твердого тіла, зокрема гірської породи, в'язкість — властивість необоротно поглинати енергію в процесі її деформування. В'язкість зумовлена пластичною деформацією і непружністю гірських порід. При пластичній деформації в'язкість кількісно характеризується відношенням величини дотичних напружень, які виникають у верстві, що підлягає зсуву, до швидкості пластичної течії, яке змінюється від 1013 до 1020 Па·с. Величина в'язкості, яка пов'язана з непружністю (пружна післядія, термопружний ефект, пружний гістерезис) гірських порід, пропорційна коефіцієнту механічних втрат (декременту згасання), значення якого коливаються від 10–1 до 10–3. При руйнуванні в'язкість оцінюється як робота деформування гірської породи, віднесена до одиниці площі зразка. Визначається за результатами ударних випробувань зразків на копрі (ударна в'язкість). Може бути розрахована як добуток коефіцієнта пластичності на межу міцності гірських порід. На практиці визначають коефіцієнт відносної в'язкості (спеціальними зарядами, які закладаються в досліджуваний масив) як відношення зусилля, необхідного для відділення деякої частини гірської породи від масиву, до величини зусилля, необхідного для відділення від масиву вапняку, взятого за еталон. Величина цього коефіцієнта змінюється від 0,5 до 3 (наприклад, для мармуру 0,7; пісковика 1,2; граніту 1,3; кварциту 1,9; базальту 2,2). Із збільшенням в'язкості зростає поглинання пружних хвиль, зменшуються повзучість і набрякання порід, зростає енергоємність процесів дроблення і розкришення порід під час переробки корисних копалин і вибухових робіт.
В'язкість твердих тіл і рідин обернено пропорційна коефіцієнту самодифузії і з підвищенням температури зменшується за експоненціальним законом. В'язкість залежить від періоду релаксації пружних дотичних деформацій.

#### Дослід Парнелла— Мейнстоуна
Див. Експеримент з пеком, що капає
Найтриваліший фізичний експеримент почав в Квінслендському університеті австралійського міста Брисбен професор Томас Парнелл. У 1927 році він помістив у скляну лійку на штативі шматок твердої смоли, яка за молекулярними властивостям є рідиною, хоча і дуже в'язкою. Парнелл нагрів лійку, щоб смола злегка розплавлась і затекла до носика воронки. У 1938 році перша крапля смоли впала в підставлений Парнеллом лабораторний стакан. Друга впала в 1947 році. Восени 1948 року професор помер, і спостереження продовжили його учні. Краплі падали в 1954, 1962, 1970, 1979, 1988, 2000 й 2008 роках. Періодичність падіння крапель 3285 діб. В останні десятиліття сповільнилася через роботу кондиціонера. Цікаво, що жодного разу крапля не падала в присутності спостерігачів.
Джон Мейнстоун з альма-матер професора Парнелла був нагороджений у 2005 році Ігнобелівською премією у галузі фізики за найтриваліший експеримент.

## В'язкість відносна
В'язкість відносна — відношення динамічного коефіцієнта в'язкості розчину до динамічного коефіцієнта в'язкості чистого розчинника: {\displaystyle \mu _{r}=\mu /\mu _{0}}, де μ — динамічний коефіцієнт в'язкості розчину; μ0 — динамічний коефіцієнт в'язкості розчинника.

## Надплинність
У фізиці іноді використовується абстракція ідеальної рідини, що позбавлена в'язкості. У 1938 році було відкрито, що такі рідини існують і в реальності. За наднизьких температур (близько 2 кельвінів), рідкий гелій-4 переходить у стан надплинності. У цьому стані його в'язкість стає практично нульовою. Це явище має квантову природу, і пов'язано з конденсацією Бозе-Ейнштейна. Це явище відіграє важливу роль у сучасній фізиці — надплинні системи виникають в теоріях, що описують нейтронні зірки, ультрахолодні гази, тощо. В 2000 році було показано, що за деяких умов рідкий водень також переходить до надплинного стану.

## Галузі застосування
В'язкість речовин враховують у гідродинаміці, кінетиці хімічних реакцій, у технологічних і біологічних процесах, змащуванні машин і механізмів тощо.